# George James Coates
Pour les articles homonymes, voir Coates.
George James Coates, né à Emerald Hill (Melbourne) le 8 août 1869 et mort à Londres le 27 juillet 1930, est un peintre australien.

## Biographie
Fils du lithographe John Coates et de sa femme Elizabeth, George James Coates est un élève de Frederick McCubbin.
Membre de la Société nationale des beaux-arts, Coates remporte en 1910 une mention honorable au Salon des artistes français, où il expose en 1929 la toile Miss Irène Dinely et l'aquarelle L'Arrivée des blessés pendant la guerre à l'hôpital général de Londres. 
À partir de 1919, Coarts devient avec James Peter Quinn peintre officiel de Canadian War Records.

## Galerie

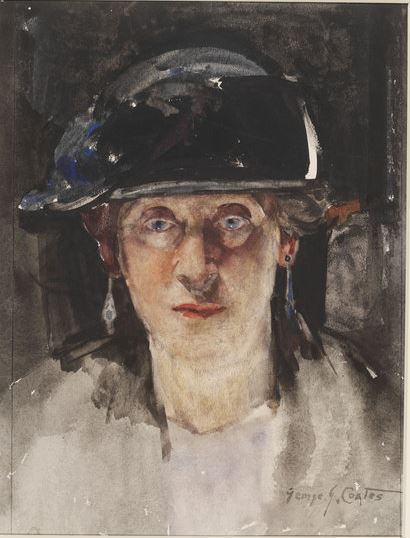
Dora Meeson Coates, Wife of the Artist (1920)
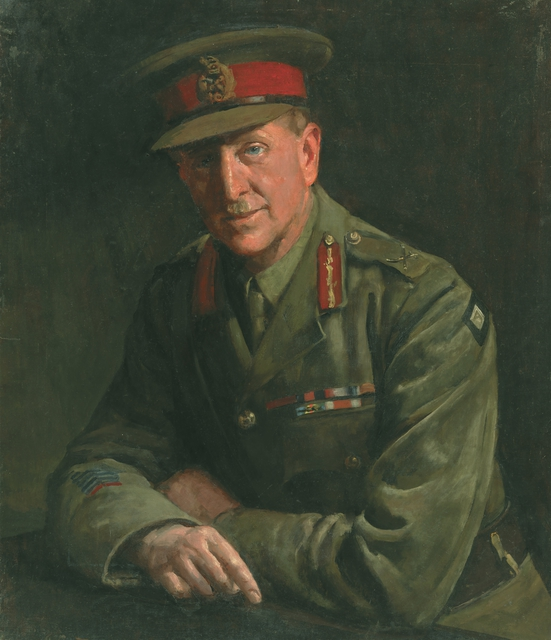
Brigadier General Cecil Foott (en) (1921)
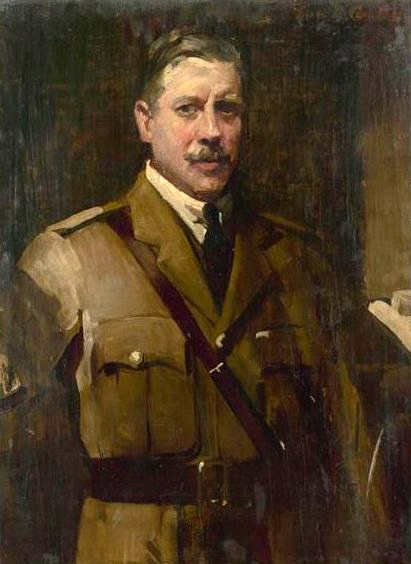
John Longstaff (1918)
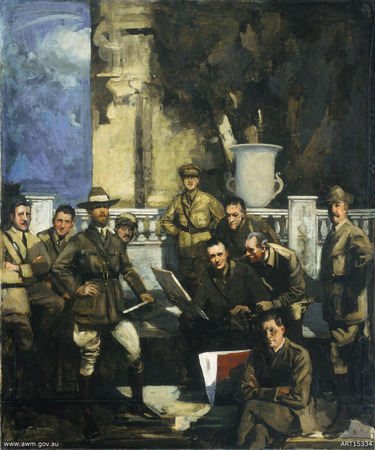
Australian official war artists, 1916-1918 (1920). De gauche à droite : George Bell, John Longstaff, Charles Bryant, George Washington Lambert, Albert Henry Fullwood, James Quinn, Harold Septimus Power, Arthur Streeton et assis : Will Dyson, Fred Leist